# ドロール
『ドロール』（英: Drool）は、2009年製作のアメリカ合衆国の映画。
2009年7月12日、第18回東京国際レズビアン&ゲイ映画祭にてアジア・プレミアが行われた。

## キャスト
- アノーラ：ローラ・ハリング
- イモジーン：ジル・マリー・ジョーンズ
- チェブ：オデッド・フェール
- クリストファー・ニューハウス
- レベッカ・ニューマン

## 受賞
- マイアミ ゲイ＆レズビアン映画祭「Best Fiction Feature」賞